# Ę
Ę (onderkast: ę) is een letter gebruikt in het Pools en Litouws. De letter is een e met een ogonek.
In het Pools wordt de letter als nasale e uitesproken: /ɛw̃/ of /ɛ̃/. Voor een plosief verandert de uitspraak: ę wordt en (bij bilabiale plosieven wordt ę em): ęk wordt enk, ęt wordt ent ęp wordt emp.
Aan het eind van een woord wordt de ę in de meeste Poolse taalvarianten als normale e uitgesproken. Sprekers uit Krakau en omgeving staan er om bekend dat ze de ę aan het eind van een woord wél nasaal uitspreken. De meeste andere Polen doen dat alleen als ze overdreven netjes willen spreken.